# علياء بوسطن
علياء بوسطن (من مواليد 11 ديسمبر 2001) هي لاعبة كرة سلة محترفة أمريكية لفريق إنديانا فيفر من الاتحاد الوطني لكرة السلة النسائية. إنها تلعب موقع تمثل لاعبة هجوم قوي الجسم ولاعبة وسط. حصلت على لقب روكى ل عام 2023 من مؤسسة النساء الدولية لكرة السلة في تصويت بالإجماع أسوشيتد برس أفضل مبتدئة لهذا العام.
وُلدت في سانت توماس، جزر فيرجن الأمريكية، وحضرت بوسطن أكاديمية ورسستر في وورستر، ماساتشوستس، حيث كانت تلعب في ماكدونالدز أول اللعبة الأمريكية وجائزة ماساتشوستس ثلاث مرات أفضل لاعبة في جاتوريد لهذا العام. فازت بوسطن بالعديد من الميداليات الذهبية لتمثل الولايات المتحدة.
قادت بوسطن ولاية كارولينا الجنوبية إلى البطولة الوطنية الثانية في تاريخ المدرسة في عام 2022 وحصل على لقب لاعبةه اكثر تميزا الرابطة الوطنية لرياضة الجامعات (MOP). في ذلك العام، فازت أيضًا بجائزة أفضل لاعبة في العام وأفضل لاعبة دفاعية لهذا العام. فازت بوسطن بجائزة جائزة ليزا ليزلي كأفضل مركز في كرة السلة للسيدات الرابطة الوطنية لرياضة الجامعات في أربع سنوات متتالية.
في 1 أبريل 2023، أعلنت بوسطن عن مؤسسة النساء الدولية لكرة السلة 2023. اختارت بوسطن التنازل عن عامها الإضافي من الأهلية الممنوحة للرياضيين الجامعيين بسبب جائحة كوفيد-19. أنهت مسيرتها الجماعية التي استمرت أربع سنوات بسجل بلغ 129 فوزًا و9 خسائر، كانت بوسطن هي أول اختيار شامل في مؤسسة النساء الدولية لكرة السلة في 10 أبريل 2023، اختيرت بواسطة إنديانا فيفر.

## النشأة
ولدت بوسطن في 11 ديسمبر 2001 لأبوين كليوني وآل في سانت توماس، جزر فيرجن الأمريكية. وقعت بوسطن في حب كرة السلة في سن التاسعة وهي تشاهد أختها الكبرى أليكسيس وهي تلعب. في سن الثانية عشرة، انتقلت علياء وأليكسيس من منزلهما في جزر فيرجن إلى نيو إنجلاند للعيش مع عمتهما، جينير هودج، وابنة عمها، كيرا بونتر. لم تر بوسطن والديها إلا عدة مرات خلال السنوات التالية، معظمها لمشاهدة مباريات كرة السلة الخاصة بعلياء في جامعة العين.

## مهنة المدرسة الثانوية
حضرت بوسطن اكاديميه ورشستر في ورشستر، وفازت بجائزة أفضل لاعبة في جاتوريد ماساتشوستس في 2017 و2018 و2019. قادت بوسطن فريقها إلى الرقم القياسي 24-1 والثاني على التوالي في نيو إنجلاند ببطولة المجلس الرياضي للمدرسة الإعدادية (NEPSAC) من الدرجة الأولى في عام 2019. في ذلك العام، بلغ متوسطها 17.3 نقطة و10.6 كرات مرتدة و3.2 كتل في المباراة الواحدة. اختيرت بوسطن للعب في ماكدونالدز أولكلاسيك جوردان في عام 2019.
حصلت بوسطن فئة الخمس نجوم، وعلى المرتبة الثالثة في فئه هوب جورلزتلتزم بوسطن بـ داون ستالي وساوث كارولينا على فريق هاسكيز، وولاية أوهايو، ونوتردام، مما يمنح فريق كوكزعلى الإجماع رقم واحد فئة التوظيف لعام 2019.

## مهنة الكلية

### موسم طالبة
في أول مباراة لها في جامعة كارولينا الجنوبية في 5 نوفمبر 2019، نشرت بوسطن أول ثلاثية مزدوجة من قبل طالب جديد في تاريخ البرنامج والأولى من قبل أي لاعبة من الرابطة الوطنية لرياضة الجامعات في أول ظهور لها في مسيرتها المهنية ضد ولاية ألاباما، ساعدت بوسطن في قيادة فريق كوكز إلى فوز كبير في بداية الموسم في المركز الرابع كرة السلة للسيدات في ماريلاند تيرابينز سجلت ثمانية من أول 10 نقاط للفريق وصدت خمس تسديدات في الربع الأول. في بطوله براديس جام، فازت بوسطن بجائزة أفضل لاعبةه بعد أن حصلت على 20 نقطة و13 كرة مرتدة في الفوز على رقم 2 بايلور.
في 20 كانون الثاني (يناير)، حققت بوسطن هدفها الثامن مزدوج هذا الموسم بـ 12 كرة مرتدة و21 نقطة في الفوز على رقم 9 ولاية ميسيسيبي. لعبت بوسطن دورًا كبيرًا في فوزفريق كوكزالأول على الإطلاق على هاسكيز يوكنن في 10 فبراير، حيث حصلت على عاشر ضعف لها هذا العام. حصلت بوسطن على لقب أفضل لاعبة جديدة لهذا العام، وكانت جزءًا من الفريق الأول في تاريخ فريق كوكزوأنهت الموسم بالمرتبة الأولى في البلاد.

### الموسم الثاني
بدأت بوسطن الموسم حارًا ضد المركز 23 لاية آيوا، مسجلتة خمس من أول 10 نقاط للفريق والتي تضمنت 3 مؤشرات، ثم سجلت أربع نقاط من أعلى مستوى لها في الموسم 13 نقطة من المرتدات الهجومية ضد فلوريدا. واصلت بوسطن إظهارها في جميع أنحاء المباراة عندما سجلت ثلاث نقاط وسجلت 28 نقطة و 16 كرة مرتدة و 4 كتل. سجلت 19 نقطة و11 كرة مرتدة في الشوط الأول وأصبحت أسرع 11 لاعبة في فريق كوكز تسجلت 500 نقطة في مسيرتها. في 10 يناير في فوز في المركز العاشربطوله كنتاكي، سجلت بوسطن 20 نقطة واستحوذت على 12 كرة مرتدة، وسجلت رابع ثنائية مزدوجة لها هذا الموسم. ساعدت بوسطن في تحقيق فوز 104-82 على المركز السابع عشر أركنساس؛ أنهت برصيد 26 نقطة و 16 كرة مرتدة. سجلت ست نقاط وست متابعات وثلاث كتل في أول خمس دقائق من المباراة. في 21 كانون الثاني في فوز ضد جورجيا، صنعت بوسطن التاريخ بأول ثلاثية مزدوجة للبرنامج في لعب بطولة كرة السلة للسيدات حيث أنهت برصيد 16 نقطة و 11 كرة مرتدة و 10 كتل. ضد فريق تايجرز لكرة السلة للسيدات، حققت بوسطن ثنائية مزدوجة على التوالي برصيد 20 نقطة و 14 كرة مرتدة. في مواجهة فريق مزدوج قوي ضد فريق ألاباما كريمسون تايد لكرة السلة للسيدات 2020–21، ظلت بوسطن مستعدًا وقدمت 6 تمريرات حاسمة لتحقق13 كرة مرتدة. في مباراة الطريق ضد فريق هاسكيز، أكملت بوسطن ثنائيتها المزدوجة الثامنة هذا الموسم، حيث حصلت على 15 كرة مرتدة، بما في ذلك ثماني كرات مرتدة في آخر 15 دقيقة.
كان لبوسطن دور حاسم في فوز فريق كوكز ببطولة كرة السلة للسيدات، في الدور قبل النهائي ضد تينيسي، وسجلت بوسطن 15 نقطة و11 كرة مرتدة، وفي النهائيات ضد جورجيا سجلت 27 نقطة و10 متابعات. حصلت بوسطن على لقب افضل لاعبةه في بطولة كرة السلة للسيدات، وسجلت زوجي مزدوج في جميع مباريات كوكزالثلاث وسجلت 20 نقطة و18 كرة مرتدة. في النخبة الثمانية ضد تكساس. حصلت على جائزة ليزا ليزلي للعام الثاني على التوالي، وحصلت على لقب افضل لاعبة في الدورى، وحصلت على لقب أفضل لاعبة وطنية لهذا العام من قبل رياضة الجامعات.
بوسطن هي أيضًا أول لاعبة في السنة الثانية على الإطلاق اختيرت من قبل مديرو المعلومات الرياضية للكلية الأمريكية الأفضل لجميع الأمريكيين لهذا العام في تكريم كرة السلة للسيدات في عام 2021. علياء بوسطن من كارولينا الجنوبية تقود فريق كرة السلة للرجال والسيدات في القسم الأول من الرابطة الوطنية لرياضة الجامعات.

### موسم الناشئين
في 24 فبراير حطمت الرقم القياسي لهيئة الأوراق المالية والبورصات بفوزها المزدوج العشرين على التوالي في تكساس إيه آند إم. في النهائي الرابع فازت على رقم 4 لويزفيل، 15 نقطة و10 متابعات. في 64–49 الفوز بالبطولة الوطنية على فريق هاسكيز، حصلت بوسطن على 11 نقطة و 16 كرة مرتدة في مسيرتها المزدوجة الثلاثين. ثنائية الموسم. كانت البطولة الوطنية الثانية للبرنامج.

### موسم الكبار
سجلت بوسطن 14 نقطة وحصلت على 13 كرة مرتدة في فوز ساوث كارولينا 76-71 في المركز الثاني ستانفورد. في 27 نوفمبر 2022، تعرضت بوسطن لإصابة في ساقها خلال الفوز على هامبتون. أنهت الموسم كفريق أول أمريكي بالإجماع للعام الثالث على التوالي، وفازت أيضًا بجائزة نايسميث لأفضل لاعبة دفاعية لهذا العام، وجائزة ليزا ليزلي، وأفضل لاعبة في بطولة كرة السلة للسيدات لهذا العام، وأفضل لاعبة دفاعية في بطولة كرة السلة للسيدات لهذا العام. وصلت ولاية كارولينا الجنوبية إلى النهائي الرابع في بطولة الرابطة الوطنية لرياضة الجامعات لعام 2023 لكنها خسرت أمام ولاية أيوا، وهي خسارتها الوحيدة هذا الموسم.

## المهنة المهنية

### إنديانا فيفر
في 10 أبريل 2023، أصبحت بوسطن أول اختيار في مسودة مؤسسة النساء الدولية لكرة السلة 2023، والتي اختيرت بواسطة إنديانا فيفر (الأولى في تاريخ الامتياز). فازت بوسطن بجائزة أفضل لاعبة جديد في مؤسسة النساء الدولية لكرة السلة للشهر في مايو 2023 (الشهر الأول لها في الدوري)، وفازت بجائزة أفضل لاعبة في مؤسسة النساء الدولية لكرة السلة للأسبوع الذي يبدأ في 20 يونيو. بالإضافة إلى ذلك، حصلت على جائزة مؤسسة النساء الدولية لكرة السلة Rookie لهذا الشهر في يونيو وأغسطس من عام 2023. في 25 يونيو، اختيرت كبداية في 2023 مؤسسة النساء الدولية لكرة السلة، لتصبح سادس لاعبةه في تاريخ الدوري يبدأ اللعبة، وانتهى برصيد 6 نقاط و11 كرة مرتدة وهو أعلى مستوى للفريق. في نهاية موسم 2023، اختيرت بوسطن لجائزة مؤسسة النساء الدولية لكرة السلة ؛ كان التصويت بالإجماع. -2023-مؤسسة النساء الدولية لكرة السلة. في 10 ديسمبر 2023، مثلت بوسطن فريق إنديانا فيف في 2024 مؤسسة النساء الدولية لكرة السلة، مما ساعد ولاية إنديانا على الحصول على المركز الأول في سنوات متتالية.

## مهنة المنتخب الوطني

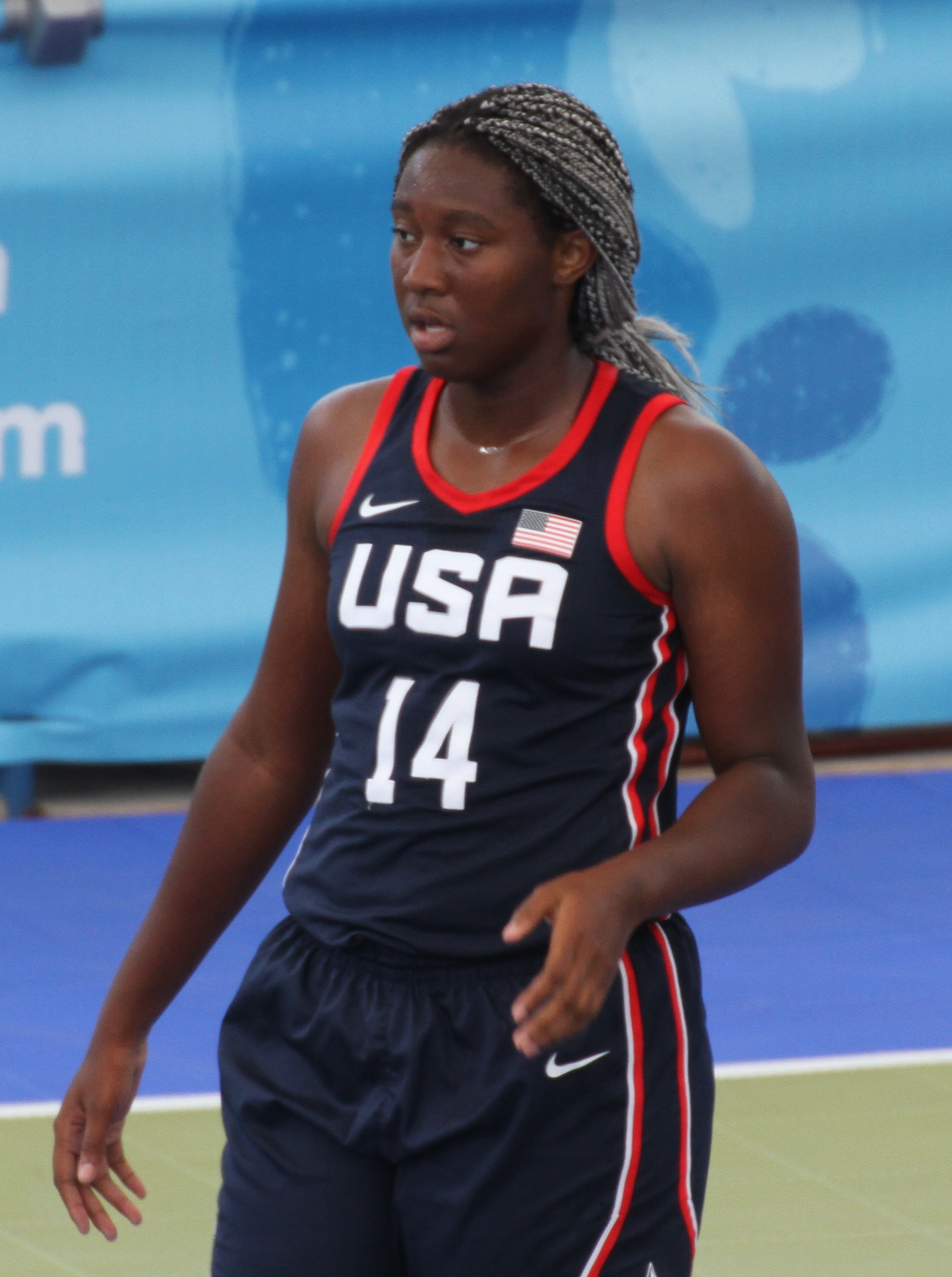
بوسطن مع الولايات المتحدة في الألعاب الأولمبية الصيفية للشباب 2018

مثلت بوسطن الولايات المتحدة في العديد من المسابقات الدولية، بما في ذلك بطولة الأمريكتين للسيدات تحت 16 سنة فيبا 2017، الألعاب الأولمبية الصيفية للشباب 2018، كأس العالم لكرة السلة للسيدات تحت 17 سنة فيبا 2018، و كأس العالم لكرة السلة للسيدات تحت 19 سنة فيبا 2019، فازت بالميدالية الذهبية في كل مرة، وحصلت على لقب أفضل لاعبةه في بطولة الأمريكتين فيبا تحت 16 سنة. فازت بوسطن أيضًا بالميدالية الذهبية في بطولة أمم الأمريكتين لكرة السلة2021.

## الإحصائيات المهنية للمنتخب الوطني

### الشباب
| سنة        | فريق             | GP  | نقاط | FG%   | 3P%  | FT%   | آر بي جي | APG | SPG | بي بي جي | PPG  |
| ---------- | ---------------- | --- | ---- | ----- | ---- | ----- | -------- | --- | --- | -------- | ---- |
| تحت 16 سنة | الولايات المتحدة | 5   | 59   | .543  | .000 | .692  | 8.6      | 0.2 | 2.4 | 1.6      | 11.8 |
| تحت 17 سنة | الولايات المتحدة | 10  | 101  | '.656 | .000 | '.722 | 8.0      | 1.5 | 0.7 | 1.6      | 10.1 |
| تحت 19 سنة | الولايات المتحدة | 7   | 59   | .443  | .000 | .556  | 6.1      | 1.4 | 1.0 | 1.6      | 8.4  |
| المهنة     | 22               | 219 | .552 | .000  | .675 | 7.5   | 1.2      | 1.2 | 1.6 | 10.0     |      |

### كبار
| سنة    | فريق             | GP | نقاط | FG%  | 3P%  | FT%  | آر بي جي | APG | SPG | بي بي جي | PPG  |
| ------ | ---------------- | -- | ---- | ---- | ---- | ---- | -------- | --- | --- | -------- | ---- |
| 2021   | الولايات المتحدة | 6  | 75   | .537 | .250 | .842 | 9.3      | 1.8 | 0.8 | 1.8      | 12.5 |
| المهنة | 6                | 75 | .537 | .250 | .842 | 9.3  | 1.8      | 0.8 | 1.8 | 12.5     |      |

## الجوائز

### الثانوية العامة
- أفضل لاعبة في الولايات المتحدة الأمريكية اليوم في ماساتشوستس (2019)
- جاتوريد أفضل لاعبة في ماساتشوستس (2017، 2018، 2019)
- فريق نايسميث لعموم أمريكا الثاني (2019)
- ماكدونالدز عموم أمريكا (2019)
- سلام عموم أمريكا (2019)

### الكلية
- 4× جائزة ليزا ليزلي (2020-2023)
- كأس هوندا-برودريك (2022)
- جائزة هوندا الرياضية لكرة السلة (2022)
- بطولة كرة السلة للسيدات طالب العام (2020)
- بطولة بطولة كرة السلة للسيدات أفضل لاعبة (2021، 2023)
- 4× الفريق الأول بطولة كرة السلة للسيدات (2020–2023)
- 4× بطولة كرة السلة للسيدات أفضل لاعبة دفاعي لهذا العام (2020، 2021، 2022، 2023)
- 4× بطولة كرة السلة للسيدات الفريق الدفاعي الشامل (2020–2023)
- 2× أفضل لاعبة أكاديمي في أمريكا لهذا العام، كرة السلة للسيدات (2021، 2022)[23]
- 2x بطولة كرة السلة للسيدات أفضل لاعبة في العام (2022، 2023)
- أفضل لاعبة في كلية نايسميث (2022)
- 2× نايسميث أفضل لاعبة دفاعي لهذا العام (2022، 2023)
- أفضل لاعبة كرة سلة في كلية أسوشيتد برس للسيدات (2022)
- كأس وايد (2022)[24]
- أفضل لاعبة وطنية للسيدات في USBWA لهذا العام (2022)
- جائزة جون ر. وودن (2022)
- اللاعبة الأكثر تميزًا في بطولة الرابطة الوطنية لرياضة الجامعات (2022)

### الدولية
- بطولة الأمريكتين للسيدات تحت 16 سنة فيبا أفضل لاعبة (2017)
- كأس العالم لكرة السلة للسيدات تحت 17 سنة فيبا فريق جميع البطولات (2018)

## الحياة الشخصية
تخرجت بوسطن من جامعة ساوث كارولينا في عام 2023 وحصلت على شهادة في التواصل. اعتبارًا من 2023 لقد خططت للعمل في الصحافة الرياضية الإذاعية بعد مسيرتها الكروية. انضمت لاحقًا إلى إن بى سي محللةً في الاستوديو لفريق بيج 10 وتغطية كرة السلة للسيدات في نوتردام بعد موسمها المبتدئ.

## روابط خارجية
- South Carolina كوكزbio
- نظرة عامة على لاعبة ESPN